# Antidisestablishmentarianisme
Antidisestablishmentarianisme was de beweging in negentiende-eeuws Engeland die zich verzette tegen voorstellen om de Church of England de status van staatskerk van Engeland te ontnemen.
Antidisestablishmentarianisme slaagde in England, maar niet in Ierland en Wales, waar de Church of Ireland (1871) en de Church in Wales (1920) hun positie als staatsgodsdienst kwijtraakten. De term wordt tegenwoordig niet veel meer gebruikt, hoewel het onderwerp nog steeds actueel is. Zo was in november 2012 ophef over de weigering van de Church of England om vrouwen tot bisschop te wijden aanleiding voor het Lagerhuis om te trachten deze maatregel van staatswege in te voeren, wat in wezen blijk gaf van parlementair antidisestablishmentarianisme omdat de Britse politiek zich wilde kunnen blijven bemoeien met de interne aangelegenheden van de Anglicaanse kerk.
Het woord onderscheidt zich door zijn lengte. Ook voor Engelsen is dit een ongebruikelijke woordformatie. Toch schijnt het niet voor de grap in het leven te zijn geroepen, maar wel degelijk om er een beweging mee aan te geven. Daarmee onderscheidt het woord zich van nog langere in het Engels; die bestaan wel, maar zijn doorgaans verzonnen met de uitdrukkelijke bedoeling een lang woord te creëren.